# Czechowice-Dziedzice
Czechowice-Dziedzice ([ʧɛxoˈvʲiʦɛ ʥɛˈʥiʦɛ]; Duits: Czechowitz-Dzied(z)itz 1943-1945: Tschechowitz ook Tsechowitz is een stad in het Poolse woiwodschap Silezië, gelegen in de powiat Bielski en gemeente Czechowice-Dziedzice. De oppervlakte bedraagt 32,98 km², het inwonertal 34.867 (2005).

## Tweede Wereldoorlog
In Tsechowitz was een nevenkamp van het concentratiekamp Auschwitz.

Tschechowitz I, van 20 augustus tot september 1944. 
Tschechowitz-Bombensucherkommando. Een werkkamp waarbij de niet-ontplofte bommen bij de raffinaderij van de Vacuum Oil Company en de omliggende gebieden werden verwijderd.

Tschechowitz II, van september 1944 tot en met 20 januari 1945. 
Tschechowitz-Vacuum. Een werkkamp bij de Vacuum Oil Company, waarbij men puin verwijderde en onderhoud aan de raffinaderij pleegde.

## Verkeer en vervoer
- Station Czechowice-Dziedzice
- Station Czechowice-Dziedzice Przystanek

## Geboren
- Łukasz Piszczek (1985), voetballer